# Krist Novoselic
Krist Anthony Novoselic (/ˌnoʊvəˈsɛlɪtʃ/; tiếng Croatia: Krst Novoselić; sinh ngày 16 tháng 5 năm 1965) là nhạc sĩ người Mỹ, nổi tiếng trong vai trò tay bass của ban nhạc Nirvana. Sau khi Nirvana tan rã vì cái chết của Kurt Cobain vào năm 1994, Novoselic lập nên 2 nhóm nhạc Sweet 75 và Eyes Adrift, cùng họ phát hành 1 album. Từ năm 2006, anh chơi cho nhóm nhạc punk có tên Flipper và chơi bass trong ca khúc "I Should Have Known" của nhóm Foo Fighters từ album Wasting Light (2011).
Ngoài tài năng trong âm nhạc, Novoselic còn tham gia hoạt động chính trị khi thành lập nhóm lợi ích có tên JAMPAC. Từ năm 2007 tới năm 2010, anh tham gia viết bài hàng tuần chuyên mục âm nhạc và chính trị trên trang web của tờ Seattle Weekly. Từ năm 2008, anh là chủ tịch của tổ chức kêu gọi cải cách luật bầu cử có tên FairVote.